# Euphorbia grandidens
Euphorbia grandidens là một loài thực vật có hoa trong họ Đại kích. Loài này được Haw. mô tả khoa học đầu tiên năm 1825.

## Hình ảnh

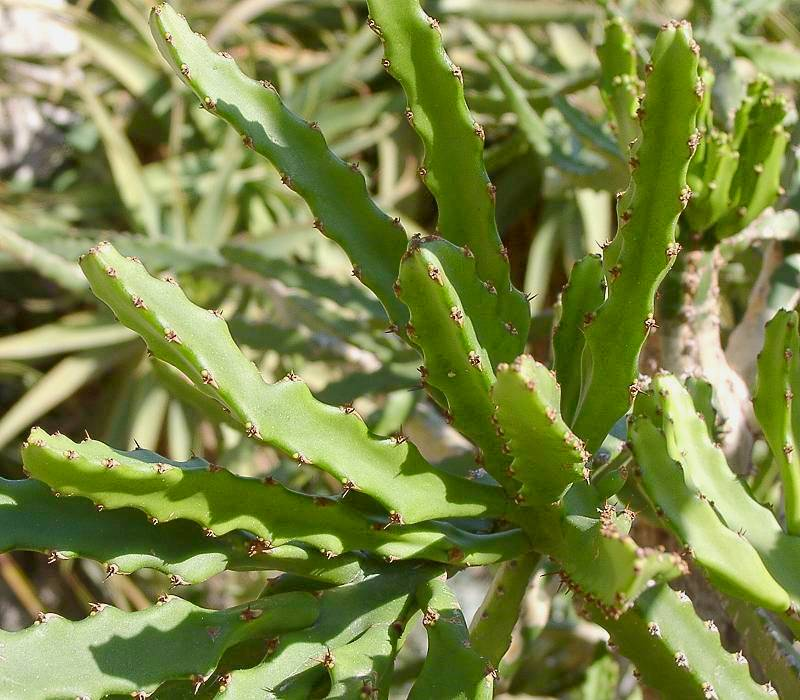
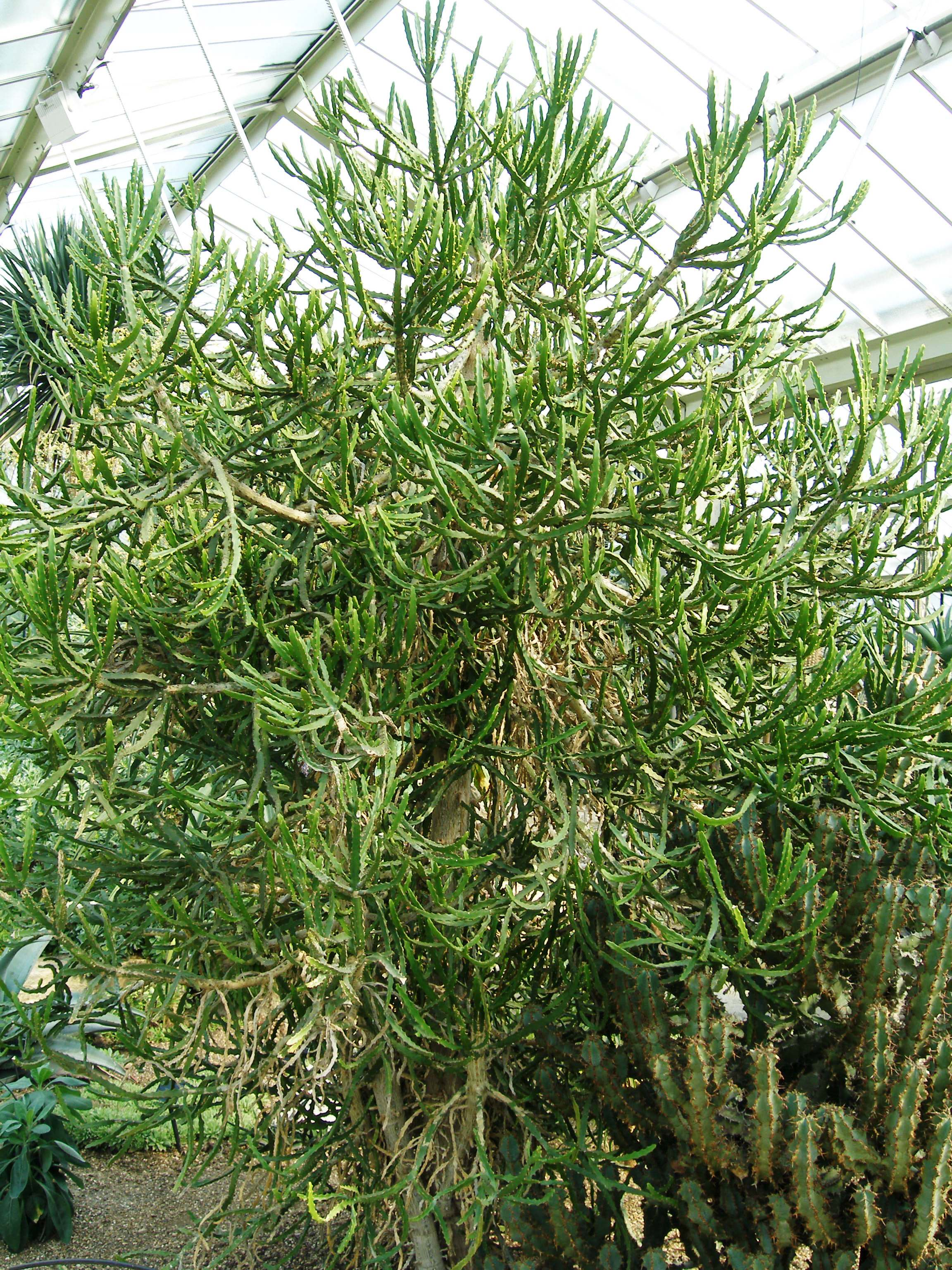
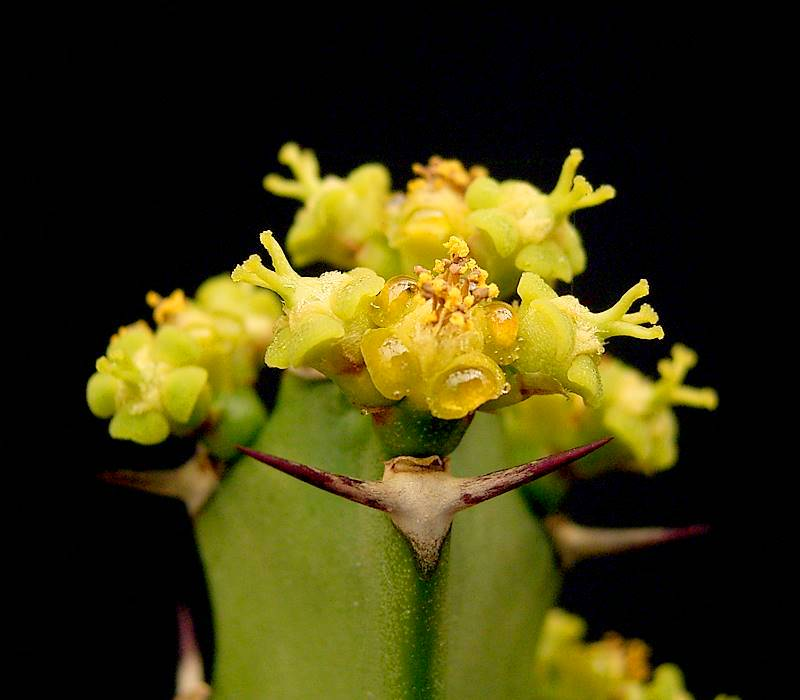